# Безымянный (Воронежская область)
Безымянный — хутор в Павловском районе Воронежской области Российской Федерации.
Хутор относится к Песковскому сельскому поселению.

## Физико-географическая характеристика
Хутор расположен в восточной части поселения, вдоль правого берега реки Битюг.
Хутор, как и вся Воронежская область, живёт по Московскому времени.

## История
Хутор основан в начале XIX века. В списке населённых мест 1859 года, как не получивший ещё названия, записан «безымянный». Это название закрепилось за хутором.

## Население
| 1859 | 1897  | 1900  | 2007 | 2009 | 2010 |
| ---- | ----- | ----- | ---- | ---- | ---- |
| 871  | ↗1116 | ↗1145 | ↘182 | ↘168 | ↘147 |

## Архитектура и достопримечательности
На хуторе 4 улицы: Колхозная, Луговая, Садовая и Шевченко.